# Rosedale, Mississippi
Rosedale là một thành phố thuộc quận Bolivar, tiểu bang Mississippi, Hoa Kỳ. Năm 2010, dân số của thành phố này là 1 873 người.

## Dân số
- Dân số năm 2000: 2 414 người.
- Dân số năm 2010: 1 873 người.